# フォッシュ (空母)
フォッシュ(Foch, R 99)は、フランス海軍の航空母艦。クレマンソー級の2番艦。艦名はフランスのフェルディナン・フォッシュ陸軍元帥に因んで名付けられた。フォッシュという名前の艦としては2隻目であり、先代フォッシュはシュフラン級重巡洋艦の3番艦。
37年間フランス海軍に在籍した後、ブラジル海軍に売却された。2000年11月15日にブラジルに引渡され「サン・パウロ」と改名された。
2023年2月3日、ブラジル海軍は大西洋で役目を終えた空母フォッシュを「計画的かつ制御された注入は、金曜日の午後遅く、ブラジルの海岸から約350km、水深約5,000メートルの海域で撃沈した」と発表。

## 運用
1978年のジブチ派遣、1983年から1984年のレバノン内戦、1993年から1999年のユーゴスラビア紛争に作戦参加した。
ユーゴスラビアへの実戦参加の合間を縫う形で、ラファールMのシートライアルも本艦にて実施されている。1999年から実戦部隊の搭載を開始する予定だったが、実現しないまま退役・売却された。

## 近代化改装
1987年に近代化改装を受け、100mm単装砲のうち左舷後部と右舷前部の4基を降ろし、クロタル短SAM8連装発射機2基とミストラル近SAM6連装サドラル発射機2基を装備した。

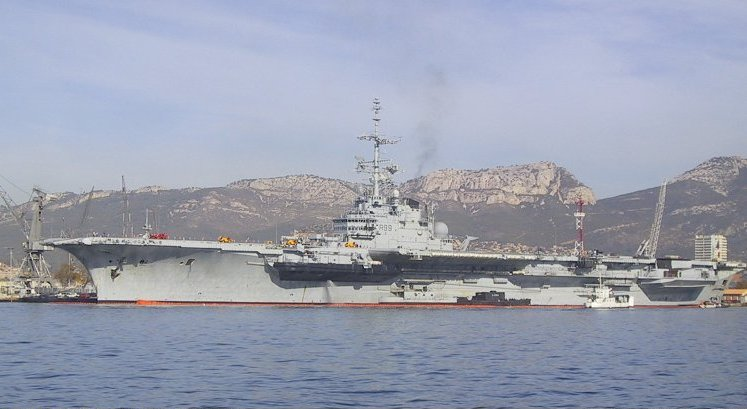
フォッシュ
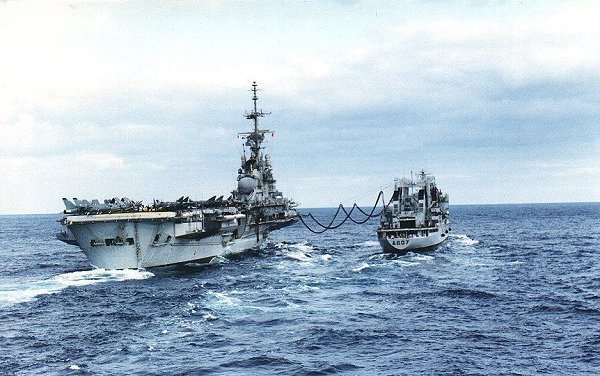
The Meuse refueling the Foch
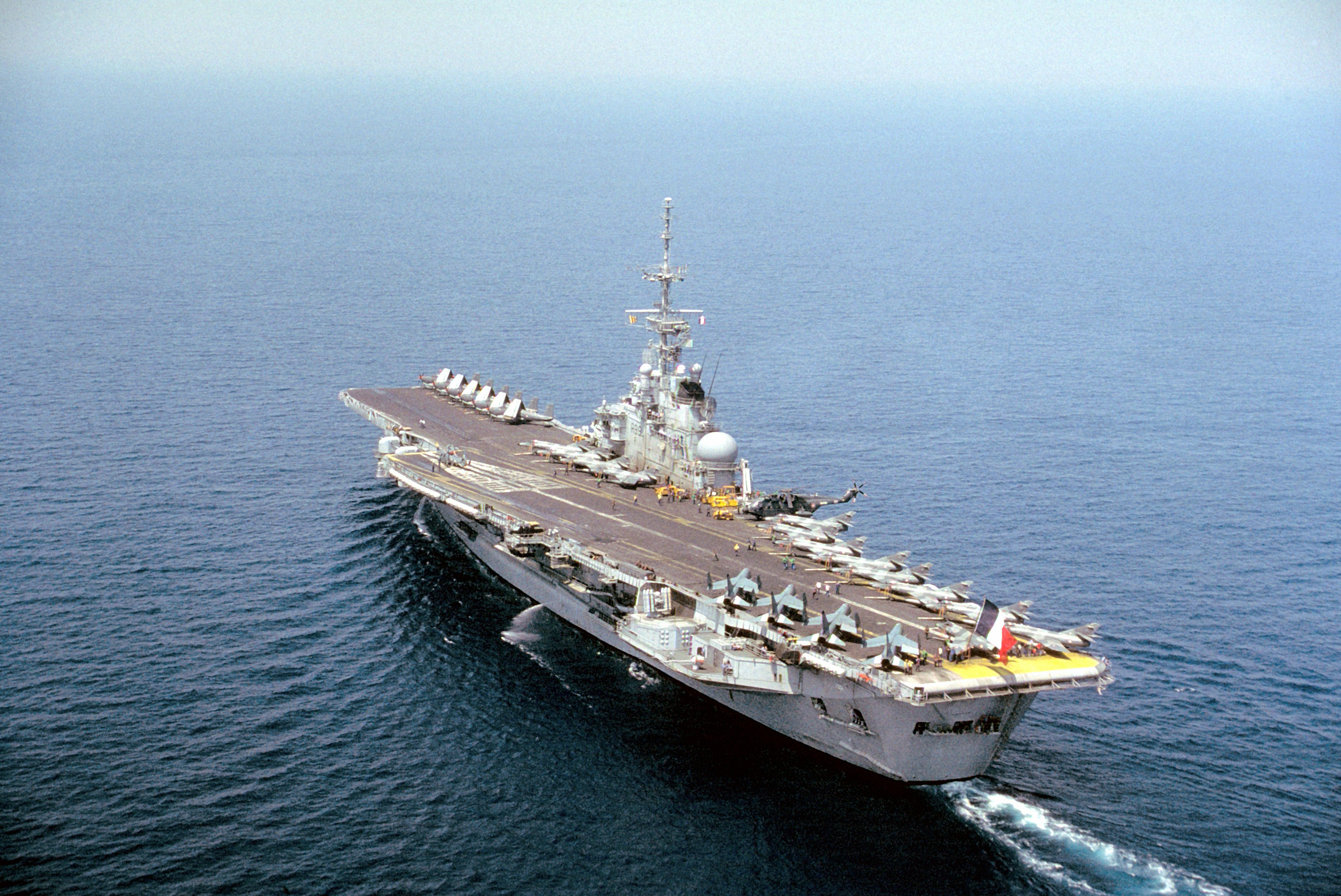
Foch Dragon Hammer '92
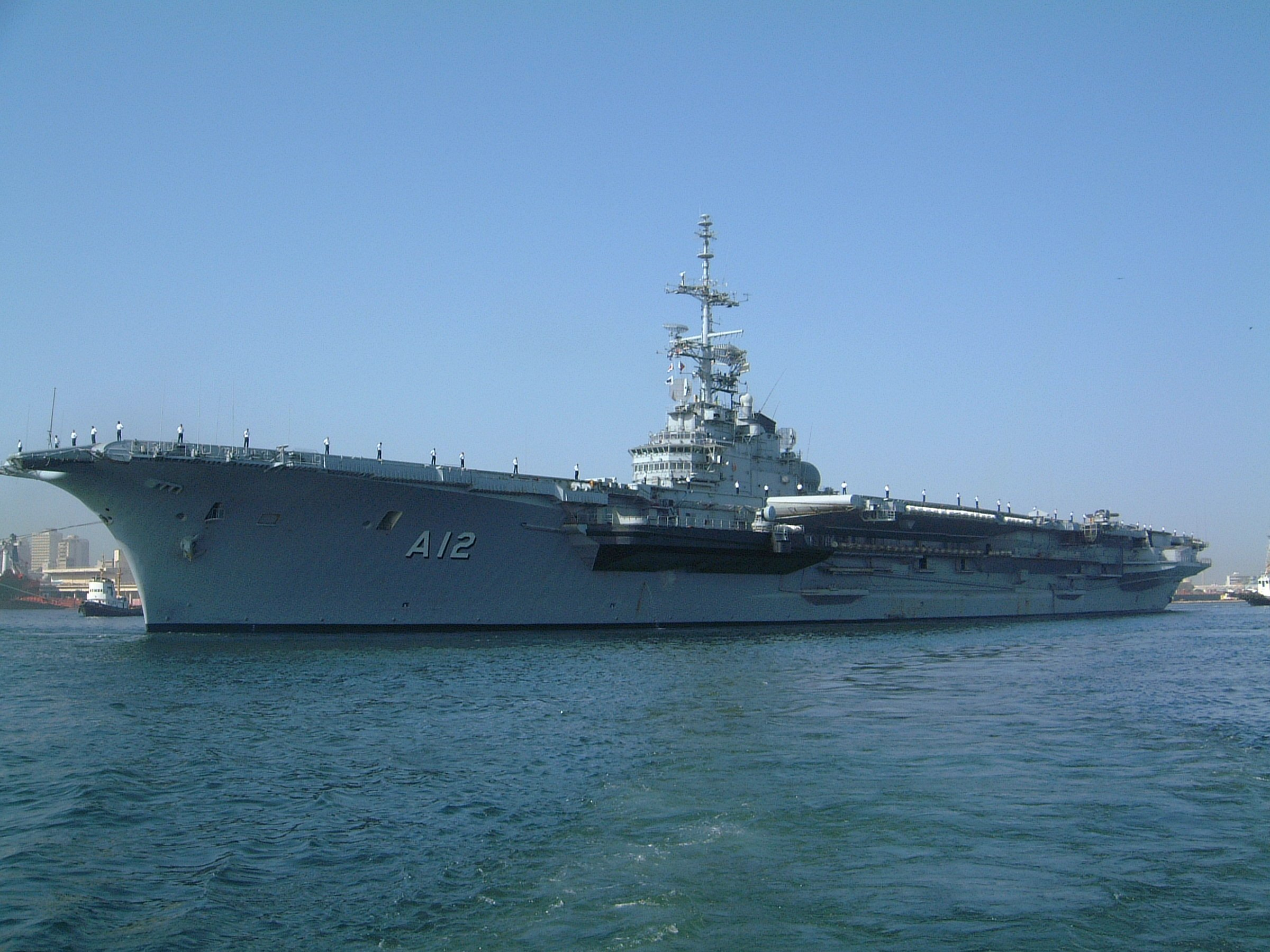
サン・パウロ(São Paulo), ex-Foch